# Krysař (kniha)

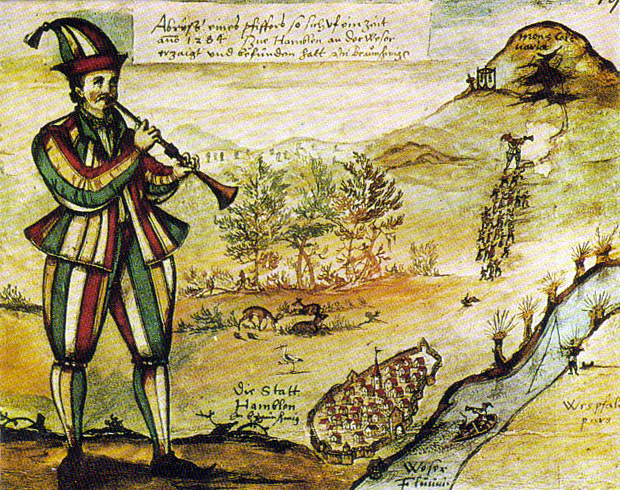
Krysař z Hameln

Kniha Krysař je krátká novela Viktora Dyka, která nejprve vycházela pod názvem Pravdivý příběh (Lumír, ročník 40, 1911–1912). Pod dnes známějším názvem Krysař byla vydána poprvé v roce 1915 v edici Zlatokvět (doplněná a upravená). Podruhé vyšel Krysař v roce 1923, tentokrát již s četnějšími stylistickými úpravami. O další vydání se zasloužil Arne Novák a po něm také Antonín Grund.
Samotný námět Krysaře vychází ze saského, staroněmeckého motivu, který Dykovi posloužil jako volné schéma jeho díla. Tato pověst s reálným základem vypráví o krysaři, který roku 1284 očistil město Hameln od krys, a když mu nebyla vyplacena slíbená odměna, rozhněval se na občany města a odvedl za trest jejich děti. Existuje několik variant závěru. Buďto krysař děti zavřel do jeskyně, z které již nikdy nevyšly, nebo je utopil v řece. Existuje i verze, podle níž krysař děti vrátil, když mu radní zaplatili slíbenou odměnu.
Ona dávná předloha je opravdu pouhým rámcovým schématem, protože se od Dykova Krysaře v určitých bodech odlišuje. Zásadními odlišnými okamžiky je to, že zatímco v předloze odvádí krysař pouze děti, v Krysaři celé město a důvodem mu není jen nezaplacený dluh za odvedenou práci, ale spíše zklamání v lásce a zklamání ze současného světa.

## Příběh
Zdrojem k dílu Krysař byly Dykovi hlavně staroněmecké pověsti, do kterých autor promítl své vidění světa. Zesměšňuje ctihodné občany, poukazuje na zneužívání veřejných funkcí, lhostejnost k neštěstí druhých… Jednoho dne se v hanzovním městě Hameln objeví krysař. Všichni ho jako cizince považují za někoho méněcenného. V podobné situaci vyloučení je také rybář Sepp Jörgen, který není hloupý, ale jeho údělem je příliš pomalé přemýšlení. Co mu lidé řeknou jeden den, uvědomí si až druhý, a tak se tento rybář stává centrem výsměchu okolí. Krysařovi je jedno, za co ho lidé mají, dokud se nezamiluje do Agnes, měšťanky, která jej od jeho příchodu ve svém domku ubytovala. Ona jeho lásku opětuje. Náhle zjistí, že čeká nechtěné dítě s bývalým milencem. Mezi všemi tak nastává konflikt.
Krysař svůj úkol vyhubit všechny krysy ve městě splní díky své kouzelné píšťale, kterou dokáže lákat jakoukoliv živou bytost. Radním se to však nelíbí a chtějí mu dát méně peněz, protože si myslí, že je nabyl příliš snadno. On se brání tím, že je placen za práci a ne za způsob, kterým ji vykonal. Spor vyvrcholí hádkou v městské hospodě U Žíznivého člověka, což nebývá zvykem, neboť všichni obyvatelé si obou radních nesmírně cení a mají je v úctě. Po této hádce a poté co zjistí, že Agnes čeká dítě svého milého Kristiána, rozhodne se město opustit. Než to však udělá, táhne ho něco zpět do hostince. Tam se setká s pomocníkem ďábla, který mu nabízí věčný život, když bude se svojí píšťalou škodit lidem. Krysař nabídku razantně odmítá a opouští město.
Láska k Agnes je silnější než jeho vůle a přinutí ho vrátit se. Nikde ji nemůže najít, a když zjistí, že se ze žalu zabila skokem do propasti a její matka se z toho zbláznila, rozhodne se celé město pomocí své píšťaly odvést na okraj propasti hory Koppel. Učiní tak ne pro peníze, které mu měly být vyplaceny, ale ze zármutku ze zklamané lásky. Během tónů jeho písně se ve všech lidech probouzí dávno zapomenuté touhy, a proto ho následují k hoře Koppel, kde ukončí svůj život v propasti s nadějí, že se dle pověsti dostanou do Sedmihradské země, kde je všeho dostatek, pohoda a odpuštění. Krysař doufá, že se opět setká se svou láskou Agnes, jež byla jediná, která v něm během jeho životního putováním probudila city. Ve vesnici zůstane živ jen rybář Jörgen, který vše pochopí až následujícího dne a chce též ukončit svůj neveselý život plný pohany a výsměchu. Od tohoto činu ho odvrátí kojenec, kterého nalezne opuštěného a hladového ve městě. Jörgen se vydá hledat matku, která by se o holčičku postarala.

## Postavy
- Krysař – Hlavní hrdina díla. Jedná se o tajemného samotáře. Putuje po městech a svojí píšťalou, která umí omámit vše živé, hubí krysy. O síle své píšťaly ví, ovšem nechce ji zneužít. Jeho osamělost spočívá v tom, že nikdy necítil žádný cit, ovšem to Agnes změní. Krysař jde od města k městu bez cíle, ovšem zamilování to změní a chce se usadit. Ale po zklamání z lásky k Agnes, která si vezme život, zapíská na píšťalu tak silně, že k propasti odvede obyvatele Hameln, kteří pak společně umírají. Následně odchází do země sedmihradské (prvky romantismu i realismu – vidí věci takové jaké jsou, ale zároveň se rozhoduje podle citů).
- Agnes – Prostá měšťanka z Hameln, je mladá a krásná. Ubytuje krysaře u sebe a opětuje jeho lásku. Po té, co se dozví, že je těhotná se svým bývalým milencem, se rozhodne odejít z města a ukončit svůj život. Skutečná příčina její smrti není doposud objasněna. Někteří se klaní na stranu toho, že skočila do propasti, jak je to naznačováno z jejích posledních slov ("Dej nám, bože, dojít v sedmihradskou zem!"). Další kapitola však mluví o řece jako o nepříteli, který dokáže zabijet, a zmiňuje se o člověku, který se utopil ("Někdo přichází k řece znaveným a váhavým krokem. Jde smutný a tichý. [...] Tam, kde je řeka nejhlubší, vrhne se do konejšivých vln.").
- Kristian – Vysoký světlovlasý Agnesin milenec, pracuje u svého strýce, možná bude dědit. Vůči krysaři je skoro agresivní.
- Sepp Jörgen – Je chudým rybářem, kterému trvá den, než pochopí, co se okolo něho děje. Proto je měšťany, stejně jako krysař, opovrhován. Žije sám a lidé mu dělají naschvály. Na konci díla odolá zvuku krysařovy flétny a postará se o kojence, kterého najde v Hameln a dojde s ním až na kraj propasti, kde se kvůli jeho pláči rozhodne neukončit život, ale najít kojenci ženu, která by mu dala napít.
- Páni radní – Měšťany uznávaní radní, kteří potřebují pomoc krysaře, mu nabídnou 100 zlatých za vyhnání krys. Krysař svůj slib splní, ale přestože se ho radní bojí, rozmyslí si dát mu prvně nabídnutých 100 zlatých (nedají mu je ale v penězích, ale v produktech svých podniků a to se krysařovi nezamlouvá). Zdá se jim, že to je za zapískání na píšťalu moc a nechtějí mu částku vyplatit.

## Interpretace Krysaře
Dykovým dílem se zabývalo mnoho předních literárních teoretiků a vzniklo tak mnoho zajímavých studií a interpretací. Vladimír Justl si například jako jeden z prvních (ne-li jako vůbec první) povšiml významného motivu zápasu iluze a reality, který je pro Viktora Dyka důležitý a táhne se jeho dosavadním životem jako červená nit. Pro jeho Krysaře to konkrétně znamená, že krysař a Sepp Jörgen jsou významově protikladnými hrdiny. Krysař ztělesňuje starý svět buřičů a jejich romantismus činu, Sepp Jörgen naopak realitě přitakává a v jistém smyslu se s ní i smiřuje, čímž dává vyrůst novému člověku (plačícímu dítěti) a nové naději.
Milan Blahynka se zase mnohem pečlivěji zabýval symbolickou rovinou textu a postavy krysaře. Dospěl k závěru, že krysař je symbolem básníka a zvuk krysařovy píšťaly je symbolem poezie. Dává do souvislostí její moc očistit město s očišťující mocí poezie. Na základě toho je pro něj krysař básník, který je právě pro svou zvláštní moc vyvržen na okraj lidské společnosti. Pro něj je tedy Vladimírem Justlem objevený konflikt nikoli konfliktem iluze a reality, nýbrž konfliktem poezie a života. A v souvislosti s tím je pro něj i Dykovo dílo podmíněno nejen společensky, ale rovněž literárně – je to vlastně boj se Šaldou. 
Jiří Opelík se ve své studii zaměřil také na postavu Seppa Jörgena. Vyzdvihl jeho vlastnosti, kontrast mezi tělesnou krásou a jeho vadou, která posouvá jeho život do zcela jiné roviny, a také zdůraznil jeho bytostné sepětí s drozdem, kterého nakonec pod vlivem ďábla mstivě zardousí. Ke konci se zabývá vztahem mezi krysařem a jeho povahovým protikladem Seppem Jörgenem. Tvrdí, že není možné stavět je do protikladu, protože rybář a krysař jsou ve skutečnosti siamská dvojčata, která mohou existovat pouze v dialektickém sepětí. Jsou to dva póly jednoho procesu – přerodu Viktora Dyka z nevybouřeného snílka v zmoudřelého básníka lidu, kterému by rád porozuměl.
Stanislava Mazáčová doplňuje a zdůrazňuje, že nejenom sen, ale i skutečnost může být veliká. K Dykovu Krysaři se vyjadřuje rovněž Marek Nagy, který postavu krysaře ve svém eseji interpretuje jako hrdinu tragického, nikoli romantického. To znamená, že rybář Sepp Jörgen není krysařovým zmoudřelým nástupcem, jak by řekl Jiří Opelík, nýbrž symbolem zlomení Dykova vzdoru, který dosud stál nad vší morálkou, tedy mimo dobro a zlo. Dále tvrdí, že krysař je nadčlověk, jenž nezemřel kvůli úbytku svých sil, nýbrž právě kvůli jejich přebytku. Ve své eseji se opírá především o tradici antické tragédie a filosofii Friedricha Nietzscheho, a tak se svým názorem vlastně vymyká dosud přijímané tradiční linii interpretace Krysaře.

## Krysař a jeho novoklasicistní prvky
Autor si vybral pro toto dílo formu novely, což je pro něho dost neobvyklé, neboť se soustředil převážnou měrou na poezii.
V díle se odráží novoklasicistní směřování pozdního Dykova díla, ale jsou zde patrny rovněž prvky romantismu, který byl Dykovi rovněž blízký.
Následující body poukazují na novoklasicistní tendence v Dykově díle.
1. Čas – v novele se neobjevuje objektivní historický čas, čas je vnímán podle toho, jak se proměňuje hrdinův život – životní proměny = měřítko času. – Nikde v díle se neobjevuje ani náznak časového vymezení děje, nevíme, zda se dílo odehrává v 15. stol., 17. stol., nebo v nějakém mystickém časoprostoru. V díle se ale objevují lancknechti, kteří byli typičtí pro 15. a 16. století.
2. Styl – dramatická dikce, stavba věty vytvářející rytmus, absence mezivětí, ekonomické navazování vět, které obsahují pouze podstatné části rozhovoru a děje, absence, paralelismu, prostá konstatování, substantiva bez epitet.
3. Postavy – postavy osudově jednoznačně formované, tak jako v antickém dramatu, vykreslení psychologické motivace jednání postav je strohé.

V díle se objevují symboly, které bývají skryty do niterného prožitku básníka. Hned s prvním manifestací symbolu se setkáváme na začátku knihy, kdy dochází k celkem strohé a pouze v náznacích pojaté charakterizaci krysaře, která vrhá na postavu krysaře stín tajuplnosti a naznačuje možnou symbolistickou tendenci budoucího příběhu.
V závěru se zase objevuje motiv, kdy s padající píšťalou do propasti padá i smysl života krysaře, padá i jeho já, jeho existence – píšťala jako symbol krysařova bytí, jeho vnější, ale nepostradatelný atribut.

## Adaptace díla

### Rozhlasové adaptace
- 1964 Novela zpracována v Československém rozhlasu jako rozhlasová dramatizace. Rozhlasová úprava Zuzana Kočová a Josef Henke. Dramatizace a hudba Emil František Burian. Dramaturg Josef Hlavnička. Režie Josef Henke. Osoby a obsazení: Krysař (Luděk Munzar), Agnes (Gabriela Vránová), Sepp Jörgen (Soběslav Sejk), matka (Marie Vášová), Kristián (Petr Haničinec), Lora (Viola Zinková), Kätchen (Karolina Slunéčková), konšel Frosch (František Hanus), konšel Štrumm (Vladimír Leraus), hlas žebráka (Viktor Očásek), ženský hlas (Antonie Hegerlíková), mužský hlas (Miroslav Doležal) a hlášení (Hana Brothánková).

- 2009 Novela byla zpracována v Českém rozhlasu jako šestidílná četba na pokračování, v režii Markéty Jahodové četl Jiří Dvořák.[1]

### Muzikál
Roku 1996 vznikl český muzikál Krysař napsaný Danielem Landou, režie se ujala Mirjam Müller Landa. Premiéru měl muzikál v divadle Ta Fantastika 7. listopadu 1996.

### Filmové adaptace
- 1933 Krysař (The Pied Piper) Americký krátkometrážní (osmiminutový) animovaný film ze studia Walta Disneyho. Režie: Wilfred Jackson
- 1985 Krysař, československý loutkový film. Režie: Jiří Barta, dabing loutek: Oldřich Kaiser, Jiří Lábus, Michal Pavlíček, Vilém Čok
- 2003 Krysař, český film, který vznikl za jediný Silvestrovský den. Režie: F. A. Brabec, hrají: Petr Jákl, Ester Geislerová, Richard Krajčo

### Divadelní adaptace
- 2018 Krysař. Divadelní zpracování amatérských souborů Lachtani a Nemáme pod SVČ Lužánky Brno.[zdroj?]